# Fondation Beyeler
Fondation Beyeler je nadace a muzeum ve švýcarské obci Riehen poblíž Basileje, které vlastní sbírku obrazů Hildy a Ernsta Beyelerových. Nadace původně vznikla v roce 1982, přičemž sbírka byla následně vystavována v Madridu (1989), Berlíně (1993) a Sydney (1997). V roce 1997 bylo postaveno muzeum, které se stalo stálým sídlem sbírky.
V roce 2015 začalo muzeum pořádat také koncerty. Poprvé zde vystupovala americká zpěvačka Patti Smith se svou kapelou, s níž odehrála akustický koncert. Dne 22. října 2016 proběhl druhý koncert, sice velšského hudebníka Johna Calea a jeho tria.